# Margot and the Nuclear So and So’s
Margot and the Nuclear So and So's sind eine Band aus Indianapolis, Indiana. 
Der Sound der Band, kategorisiert als „moderner Barock-Pop“, wurde mit den Indie-Rockgruppen The Arcade Fire, The Decemberists und The Shins verglichen.

## Diskografie
Studioalben
- The Dust of Retreat (2005, Standard Recording Company; Re-Release, Artemis Records, März 2006)[1]
- Animal! (2007)
- Not Animal! (2007)
- Buzzard (2010)
- Rot Gut, Domestic (2012)
- Sling Shot to Heaven (2014)
- Tell Me More About Evil (2014)[2]